# Parco nazionale dei Monti dei Giganti
Il parco nazionale dei Monti dei Giganti (in ceco: Krkonošský národní park, abbreviato in KRNAP) è un parco nazionale situato nelle regioni di Liberec e Hradec Králové della Repubblica Ceca. Il parco si estende lungo i Monti dei Giganti, che sesso la catena montuosa più alta del paese. Il parco è stato incluso nella lista dei siti riserva della biosfera dell'UNESCO. Confina con il parco nazionale di Karkonosze in Polonia.
La più alta cima dei Monti dei Giganti è il Sněžka (1602 m s.l.m.), che è anche la più alta montagna della Repubblica Ceca.
La sede dell'ente parco si trova nella città di Vrchlabí, spesso chiamata la "Porta dei Giganti".